# گلیدویو (فلوریدا)
گلیدویو (به انگلیسی: Gladeview) یک منطقهٔ مسکونی در ایالات متحده آمریکا است که در شهرستان میامی-دید، فلوریدا واقع شده‌است. گلیدویو ۶٫۶ کیلومتر مربع مساحت و ۱۴٬۴۶۸ نفر جمعیت دارد و ۳ متر بالاتر از سطح دریا واقع شده‌است.